# 黃蜂式自走炮
黃蜂式自走炮（Wespe，Sd.Kfz.124）是第二次世界大战纳粹德国以二号战车车体为基础，开发出来的一款自走炮，主要武装为一门105mm榴弹炮。全稱為“10,5-cm Geschützwagen II für le.F.H. 18/2 (Sf.) „Wespe" (Sd. Kfz. 124)”。

## 发展
1940年在法国的战斗中德国军队的主要坦克二号坦克并不适合作为坦克来使用，即使它有装甲也有武装。因此，当需要一种自走炮时，二号坦克便是改装的最好选择。
它由阿尔凯特设计，使用二号F型坦克底盘。生产基地主要位于被占领的波兰华沙的FAMO工厂。改造比较简单，只要把二号坦克的炮塔换成105 毫米 leFH 18M L/28 榴弹炮与防御装甲。

## 作战历史
黃蜂式自走炮1943年第一次在东线作战，并证明是一种成功的自走炮。希特勒于是下令所有二号坦克必须保留，用來改造為黃蜂式自走炮，延缓改造為黄鼠狼II驱逐战车的项目。
它们与野蜂式自走炮一起被分配到各装甲师中的装甲炮兵营。黃蜂式自走炮的最大成功之處在于它的速度与火力能适应德国的闪电战计划。

## 制造
黃蜂式自走炮从1943年2月直到1944年中期持续生产。一共生产了682辆，另有158辆无武装的弹药运输车。

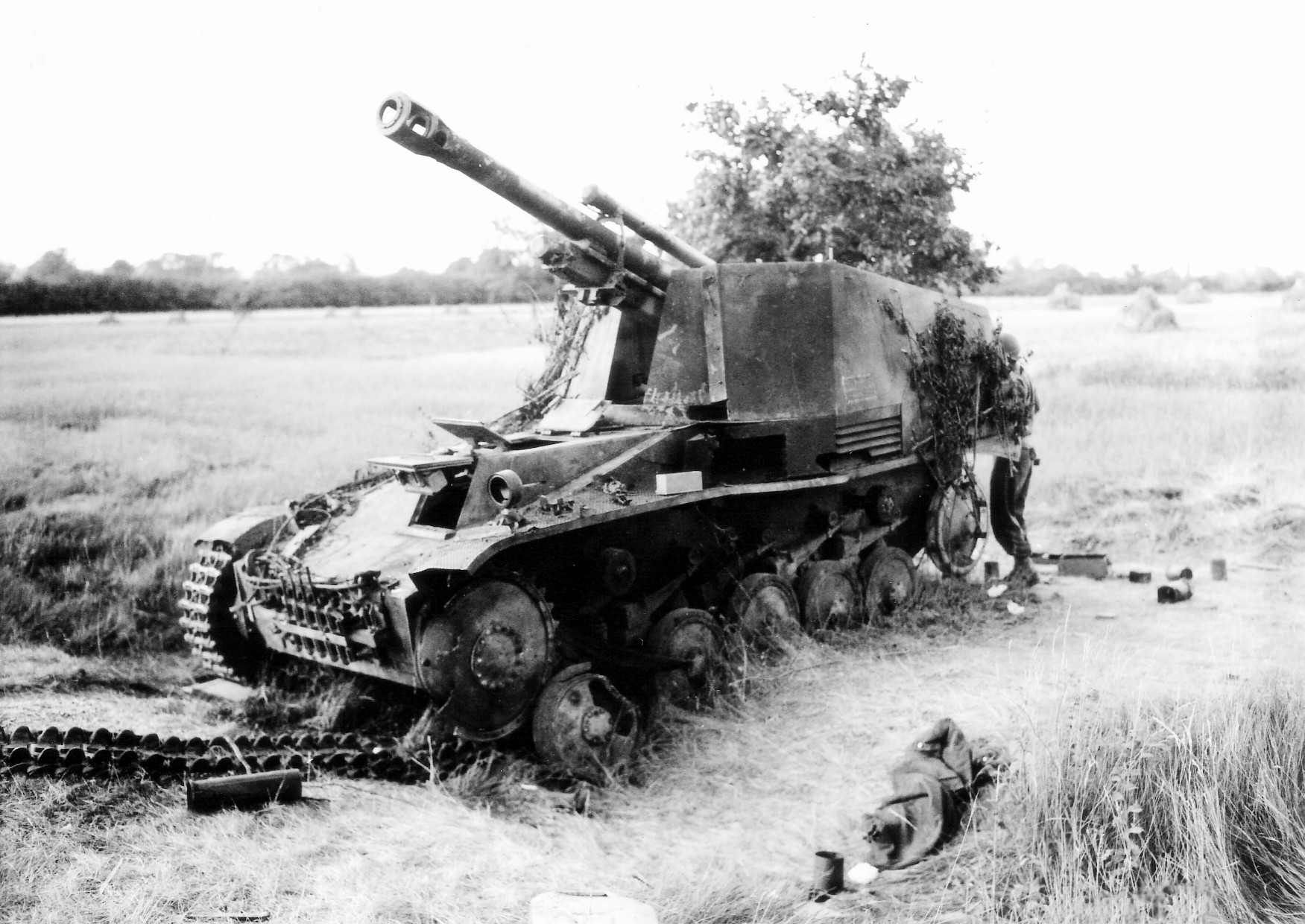
被摧毁的黃蜂式自走炮
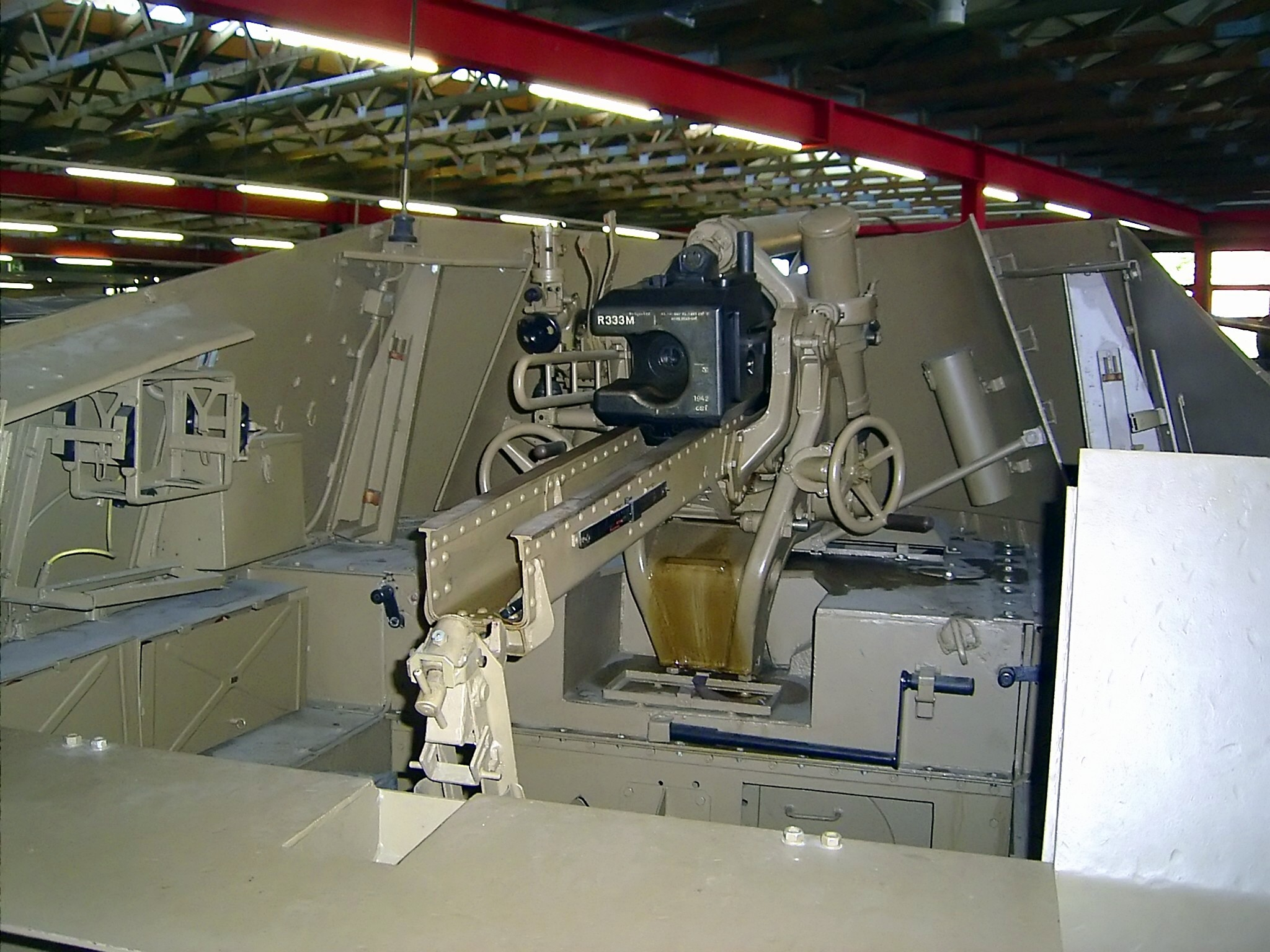
战斗部
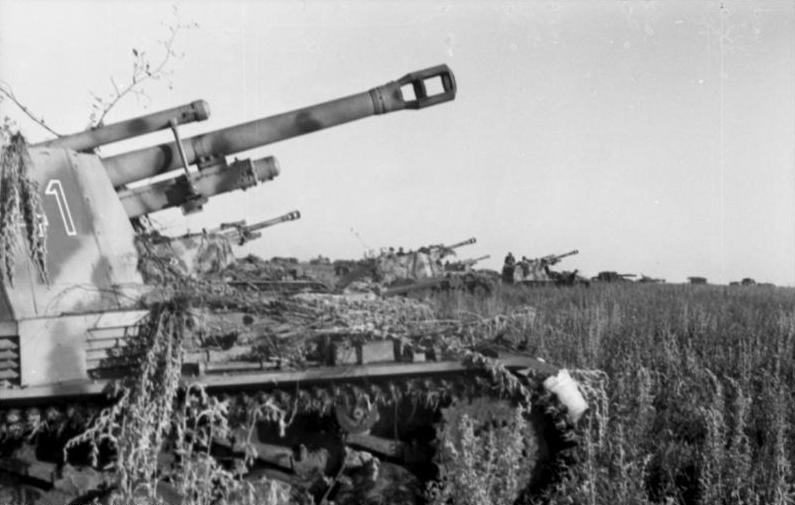
位于东线的黃蜂式自走炮